# Amphirosellinia nigrospora
Amphirosellinia nigrospora är en svampart som beskrevs av Y.M. Ju, J.D. Rogers & H.M. Hsieh 2004. Amphirosellinia nigrospora ingår i släktet Amphirosellinia och familjen kolkärnsvampar.   Inga underarter finns listade i Catalogue of Life.